# Johann Zbinco von Hasenburg

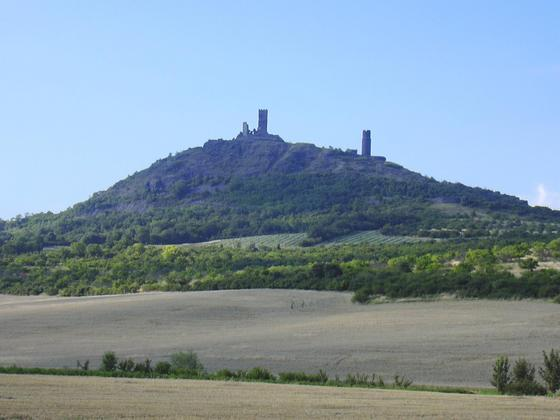
Hasenburg

Johann Zbinco Freiherr von Hasenburg (tschechisch Jan Zbyněk Zajíc z Hazmburka; * um 1560; † 1616) war ein böhmischer Appellationsgerichtsrat, Gelehrter und Schriftsteller.

## Leben
Johann Zbinco von Hasenburg entstammte dem uralten böhmischen Adelsgeschlecht Zajíc von Hasenburg, das über 300 Jahre, von 1350 bis 1663, das Amt des Oberst-Erbland-Truchsess im Königreich Böhmen innehatte.
Johann Zbinco war der Sohn des Nikolaus III. Zajíc von Hasenburg (um 1525–1585). Neben seinem Amt als königlich böhmischer Appellationsgerichtsrat wirkte er als Schriftsteller und Gelehrter, der der Alchemie sehr zugeneigt war. Er stand in Kontakt mit dem dänischen Astronomen Tycho Brahe, wie eine persönliche Widmung auf einem Geschenk zeigt: „Illustri ac generoso domino, domino Iohanni, libero baroni ab Hasenburg, in Budin, Brosan et Hostevitz, Solarenensium capitaneo, Sacrae Caesareae Maiestatis a consiliis, domino et amico suo in primis honorando, dono dedit Tijcho Brahe“. Die Alchemie war es schließlich auch, die ihn um den größten Teil seines Vermögens brachte. Dadurch war er gezwungen, nach und nach seine Burgen und Schlösser zu verkaufen. Nach Mšeno und Brozany verkaufte er 1614 auch die Burg Budyně, auf der er selbst lebte, an den böhmischen Kämmerer und Burggrafen Adam II. von Sternberg (1575–1623). Noch heute kann auf der Burg seine alchimistische Werkstatt besichtigt werden.
1609 unterzeichnete Johann Zbinco für die katholischen Mitglieder des böhmischen Herrenstands den sogenannten Majestätsbrief, mit dem Kaiser Rudolf II. in seiner Eigenschaft als König von Böhmen den protestantischen Ständen des Königreichs Böhmen, zu dem auch Schlesien gehörte, Religionsfreiheit gewährte.
Hasenburg war mit Polyxena von Minkwitz, einer Tochter des kaiserlichen Reichshofrats Kaspar Freiherr Minkwitz auf Minkwitzburg und der Lidmilla Freiin von Kolowrat verheiratet. Sein Sohn Jaroslaw († 1633), kaiserlicher Kämmerer und Herr auf Radešín. Mit dessen Tod im Jahre 1633 erlosch das Geschlecht der Zajíc von Hasenburg im Mannesstamm.